# كيزميكيا كوربيت
الدكتورة كيزميكيا «كيزي» شانتا كوربيت (بالإنجليزية: Kizzmekia Corbett)‏ (مواليد 26 يناير 1986) هي اختصاصية أمريكية في علم المناعة الفيروسي في مركز أبحاث اللقاحات (في آر سي) في المعهد الوطني للحساسية والأمراض المعدية التابع لمعاهد الصحة الوطنية (إن آي إيه آي دي إن آي إتش) في بيثيسدا، ماريلاند. عُينت في مركز أبحاث اللقاحات في عام 2014، وهي حاليًا القائدة العلمية لفريق فيروس كورونا في مركز أبحاث اللقاحات، الذي يبذل جهودًا بحثية تهدف إلى استحداث لقاحات جديدة لفيروس كورونا، بما في ذلك لقاح كوفيد-19.

## مسيرتها المهنية
أدركت كوربيت بينما كانت في المدرسة الثانوية أنها تريد السعي إلى مهنة علمية، وكجزء من برنامج يُسمى مشروع سيد، أمضت عطلتها الصيفية تعمل في مختبرات الأبحاث، وكان أحدها في مختبرات كينان في جامعة كارولينا الشمالية مع عالم الكيمياء العضوية جيمس موركين. في عام 2005، كانت متدربة صيفية في جامعة ستوني بروك في مختبر غلوريا فيبود حيث درست إمراضية اليرسينية السلية الكاذبة. منذ عام 2006 وحتى عام 2007، عملت فنية مختبر في مختبر سوزان دورسي في كلية التمريض في جامعة ماريلاند.
بعد حصولها على درجة البكالوريوس، كانت كوربيت منذ عام 2006 وحتى عام 2009 مدربة علوم حيوية في معاهد الصحة الوطنية (إن آي إتش)، حيث عملت مع الدكتور بارني غراهام. في إن آي إتش، عملت كوربيت على إمراضية الفيروس التنفسي المخلوي البشري وأيضًا على مشروع يركز على تطوير برنامج لقاح مبتكر.
منذ عام 2009 وحتى عام 2014، درست كوربيت استجابات الأجسام المضادة البشرية لفيروس حمى الضنك عند الأطفال السريلانكيين تحت إشراف أرافيندا دي سيلفا في جامعة كارولينا الشمالية في تشابل هيل. درست كيفية إنتاج البشر الأجسامَ المضادة استجابة لحمى الضنك، وكيفية تأثير مورثات حمى الضنك في شدة المرض. منذ أبريل وحتى مايو من عام 2014، عملت كوربيت باحثةً زائرة في معهد في كولمبو، سريلانكا كجزء من البحث الخاص بأطروحتها.
في شهر أكتوبر من عام 2014 ، أصبحت كوربيت زميلة باحثة، تعمل اختصاصية في علم المناعة الفيروسي، في معاهد الصحة الوطنية. يهدف بحثها إلى الكشف عن آليات إمراضية الفيروس ومناعة المضيف. تركز كوربيت بشكل خاص على تطوير لقاحات جديدة للفيروسات التاجية. تناول بحثها المبكر تطوير مستضدات لقاحات المتلازمة التنفسية الحادة الوخيمة (سارس) ومتلازمة الشرق الأوسط التنفسية (ميرس). خلال هذا الوقت، حددت طريقة بسيطة لصنع البروتينات الشوكية التي تستقر في تشكيل يجعلها مستمنعةً وقابلة للتصنيع أكثر، بالتعاون مع الباحثين في معهد سكريبس للأبحاث وكلية دارتموث.
في بداية جائحة كوفيد-19، بدأت كوربيت بالعمل على لقاح لحماية الناس من مرض فيروس كورونا. أدرك فريق كوربيت أن الفيروس كان مشابهًا لفيروس كورونا المرتبط بالمتلازمة التنفسية الحادة الشديدة النوع 1، فاستخدم المعرفة السابقة ببروتينات إس S المثلى الخاصة بفيروس كورونا لمعالجة فيروس كورونا الجديد. تشكل بروتينات إس «تاجًا» على سطح فيروسات كورونا وهي بالغة الأهمية للارتباط مع مستقبلات خلايا المضيف وبدء اندماج الغشاء في مرض فيروس كورونا. وهذا يجعلها هدفًا ضعيفًا خاصًا للأدوية الوقائية والعلاجية لفيروس كورونا. استنادًا إلى بحثها السابق، نقل فريق كوربت، بالتعاون مع باحثين في جامعة تكساس في أوستن، الطفرات المستقرة من بروتين إس لفيروس سارس-كوف إلى البروتين الشوكي لفيروس سارس-كوف-2. كانت كوربيت جزءًا من فريق إن آي إتش الذي ساعد في إيجاد حل لبنية البروتين الشوكي لفيروس سارس-كوف-2 في المجهر الإلكتروني فائق البرودة (كرايو إي إم). اقترحت أبحاثها السابقة أن الحمض النووي الريبوزي الرسول (الرنا الرسول) المرمز لبروتين إس قد يُستخدم لإثارة استجابة مناعية لإنتاج الأجسام المضادة الوقائية ضد مرض فيروس كورونا.

## وصلات خارجية
- KizzyPhDعلى تويتر.